# Corinne Hermèsová
Corinne Hermèsová, rodným jménem Corinne Millerová (* 16. listopadu 1961 Lagny-sur-Marne), je francouzská zpěvačka. V roce 1983 vyhrála soutěž Eurovision Song Contest, a to s písní „Si la vie est cadeau“. Reprezentovala Lucembursko a přinesla mu tak páté vítězství v této soutěži. Kromě krátkého úspěchu v hitparádách ve Švédsku a Švýcarsku byla prvním vítězem Eurovize od počátku šedesátých let, který nedosáhl komerčního úspěchu v jiné zemi než rodné, a to přesto, že nazpívala verze písně i v němčině a angličtině. I na domácí scéně posléze dosáhla jen omezených úspěchů.

## Diskografie
- 1980: 36 Front populaire
- 1997: Ses plus grands succès
- 2006: Vraie
- 2008: Si la vie est cadeau - 25 ans
- 2012: Best of
- 2019: Intemporelle